# 長野県道194号霧ヶ峰東餅屋線

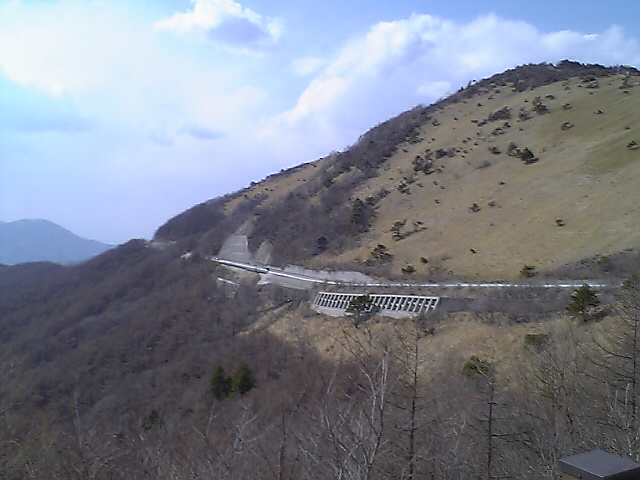
鷲ヶ峰沿いを走る県道194号

長野県道194号霧ケ峰東餅屋線（ながのけんどう194ごう きりがみねひがしもちやせん）は、長野県諏訪市四賀の霧ヶ峰から諏訪郡下諏訪町をわずかに通過し、小県郡長和町和田に至る一般県道。ビーナスラインの一部を構成している。

## 概要

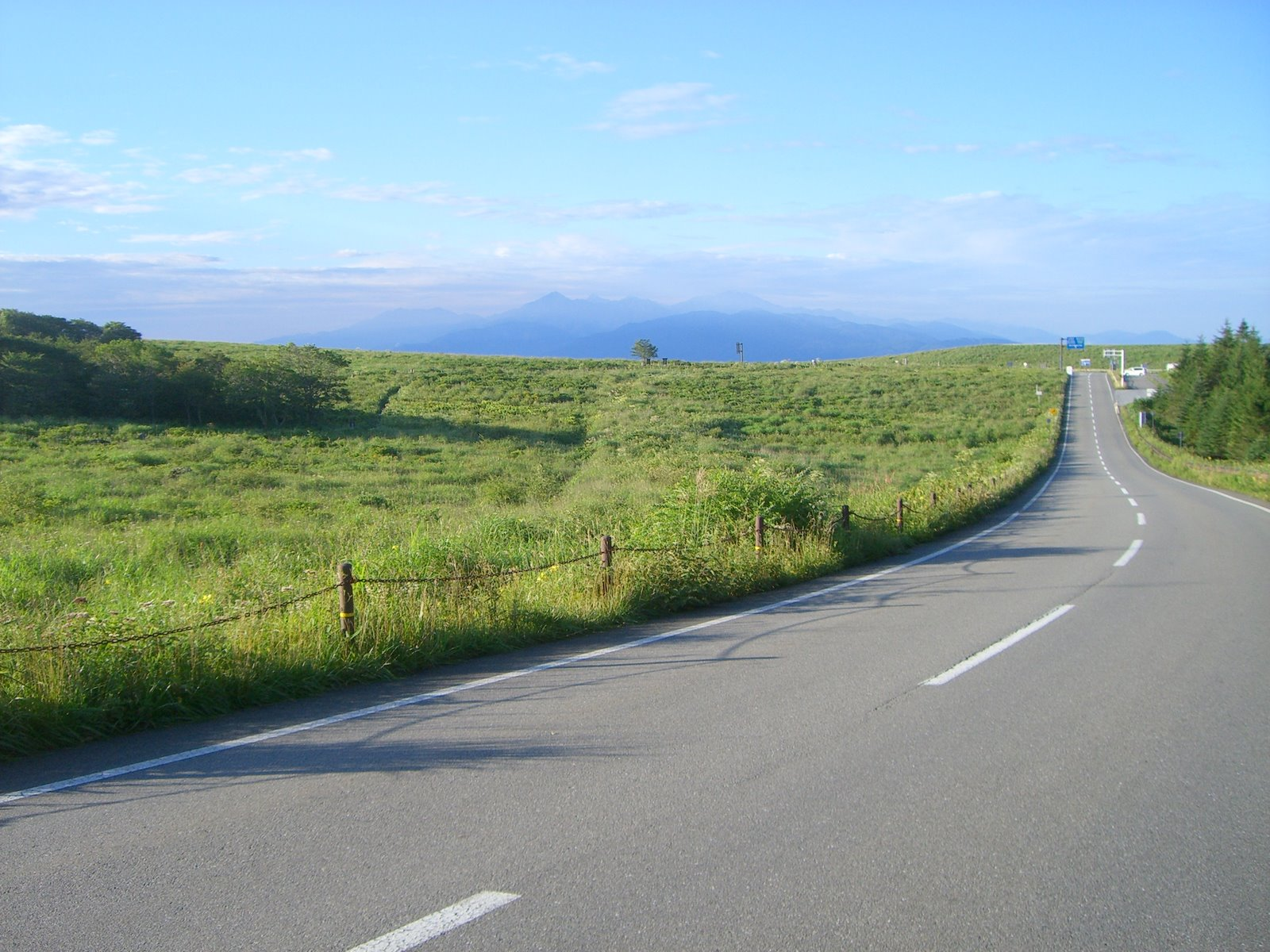
県道194号

### 路線データ
- 起点：諏訪市大字四賀字霧ケ峰（長野県道40号諏訪白樺湖小諸線交点）
- 終点：小県郡長和町和田字東餅屋（国道142号交点）

## 通過する自治体
- 諏訪市 - 諏訪郡下諏訪町 - 小県郡長和町

## 交差する道路
- 長野県道40号諏訪白樺湖小諸線（起点）
- 長野県道199号八島高原線
- 長野県道460号美ヶ原公園東餅屋線
- 国道142号（終点）